# Kream
"Kream" é uma canção gravada pela rapper Australiana Iggy Azalea com o rapper Americano Tyga. A canção foi lançada em 6 de julho de 2018 pela Island Records e serve como o primeiro single do seu EP S.T.S.. Ela foi escrita por Azalea, Ronny J, Tyga, Nima Jahanbin, Paimon Jahanbin, Isaac Hayes, David Porter, Russell Jones, GZA, Ghostface Killah e Lamont Hawkins. A produção ficou a cargo de Ronny J, GT, e Wallis Lane. A canção contém uma interpolação a partir do Wu Tang Clan's C. R. E. A. M. e "Dead End" da Raw Beat Mafia. A música estreou no número 96 na parada da Billboard Hot 100, datada de 21 de julho de 2018. "Kream" é uma acrónimo para: "Kash Rules Everything Around Me".

## Antecedentes e lançamento
No início de julho de 2018, Azalea tuitou: "Desde que eu não consigo falar sobre nada sem ser perguntada - quando é que o EP vai cair" e "S.T.S está caindo em 6 de julho. #TheMoreYouKnow". A canção foi originalmente de um álbum intitulado Digital Distortion, mas o álbum foi finalmente descartado. Além disso, a música foi adiada depois que a Island Records nomeou Darcus Beese como presidente da gravadora em maio de 2018. Os teasers do videoclipe apresentaram Iggy Azalea e Tyga durante o processo de filmagem antes do lançamento.
A canção foi lançada juntamente com um single promocional intitulado Tokyo Snow Trip no dia 6 de julho, no mesmo dia do lançamento previsto do EP de Azalea Survive the Summer. O EP foi colocado em pré-venda na mesma data, e tem lançamento previsto para 3 de agosto de 2018.

## Composição
Kream é uma reposição lenta e de rejeição de faixa com menções do Sex Pistols membro da banda Sid Vicious, Ice Clube e a modelo Bella Hadid, fazendo referência a sua viral 'homeboy' entrevista, com "Mantenha essa energia, vá até Hennessy (cu)/Eu preciso da minha bolsa rapidamente/Separado de seis graus, cadelas disseram que me conhecem/Pistolas de sexo, Sid Vicious, molha você quando está com tesão/Me acertou no meu aplicativo de dinheiro, verifique na manhã seguinte" [..] "E é o sincronismo perfeito, sonhe com o bronzeado/Bella Hadid, mano poderia obtê-la".

## Vídeo da música
O vídeo se passa em uma casa escura com iluminação de néon com um sentimento futurista. Depois de uma breve potencial de questão jurídica sobre o vídeo da música, que Azalea teria apelidado de "Ovengate" no Twitter, o vídeo da música foi lançado em 6 de julho de 2018.

## Créditos
Créditos adaptados a partir do Tidal.
- Iggy Azalea – vocais
- Tyga – vocais
- Ronny J – produção
- GT – co-produção
- Wallis Lane – produção
- Christian "CQ" Quinonez – engenharia
- Mike Seaberg – assistência de mixagem
- Rashawn Mclean – assistência de mixagem
- Jacó Richards – assistência de mixagem
- Jaycen Joshua – mixagem